# 최소뺄셈방식
양자장론에서 최소뺄셈방식(最小-方式, minimal subtraction scheme, 기호 MS)과 수정 최소뺄셈방식(修正最小-方式, modified minimal subtraction scheme, 기호 MS)은 재규격화를 할 때, 관측 가능한 값(상관함수 등)에 관계없이, 차원 조절로 생기는 형식적인 극만을 없애는 재규격화 방식이다. 차원 조절과 같이 사용하면 이론적으로는 용이하나, 실험적 관측값과의 대응은 복잡하다.

## 역사
헤라르뒤스 엇호프트와 스티븐 와인버그 가 독립적으로 1973년에 도입하였다.

## 정의
모든 양자장론은 재규격화가 필요하다. 재규격화에는 여러 방식이 있는데, 이에 따라 이론이 다루는 각종 상수의 정의가 달라진다. 조절을 하면, 이론에 있는 상수는 대개 무한으로 발산한다. 이 때, 차원 조절을 쓰면 발산하는 정도를 차원 {\displaystyle \epsilon =2-d/2}의 역으로 기술할 수 있다. 재규격화를 하려면, 이 발산하는 항을 역항(逆項, counterterm)을 도입하여 없앤다. 이 때, 최소뺄셈방식은 발산하는 항 {\displaystyle A/\epsilon }에 대해 역항 {\displaystyle -A/\epsilon }를 도입하여, 오직 발산하는 항만 없앤다. (이름의 "최소"는 이를 뜻한다.)
차원 조절을 하면 감마 함수로 인해 대개 발산항 {\displaystyle 1/\epsilon } 이외에 {\displaystyle -\gamma +\ln 4\pi }꼴의 항이 생긴다 ({\displaystyle \gamma }는 오일러-마스케로니 상수). 그래서 {\displaystyle A(1/\epsilon -\gamma +\ln 4\pi )} 꼴의 항을 역항 {\displaystyle -A(1/\epsilon -\gamma +\ln 4\pi )}로 없애는 경우, 이를 수정 최소뺄셈방식이라고 부른다.